# Раймонд, Антонин
Антонин Раймонд (чеш. Antonín Raymond; 10 мая 1888, Кладно, Королевство Богемия, Австро-Венгрия — 21 ноября 1976, Пенсильвания, США) — чешский и американский архитектор. Работал в США, Японии, Индии и на Филиппинах. Считается одним из основателей современной японской архитектуры и японского модернизма. В период с 1926 года по 1939 год был почётным чехословацким консулом в Японии.

## Биография

### Юность
Антонин Раймонд (урождённый Антонин Рейманн) родился в Кладно, в семье еврейского торговца Алоиса Рейманна. После окончания гимназии и банкротства отца, он вместе с семьей, в 1903 году переехал в Прагу. В 1906 году он поступил в Политехнический университет и в 1909 году его окончил. В 1910 году эмигрировал из Австро-Венгрии в Центральную Америку, а после в США. После эмиграции, он начал работать вместе с Кэссом Гильбертом над рядом проектов, в том числе над проектом Вулворт-билдинг. Опыт работы над этими проектами, дала ему представление о структурных и текстурных свойствах бетона. 
В 1912 году он начал обучаться живописи в Нью-Йорскской независимой школе искусств, однако образовательная поездка по северной Африке была сокращена из-за Итало-турецкой войны и Первой мировой войны. В декабре 1914 года он поженился на дизайнере Ноэми Пернессен. В 1916 году Антонин Рейманн получил американское гражданство и натурализировал свою фамилию на Раймонд.

### Работа с Фрэнком Ллойдом Райтом
Впервые, Раймонд познакомился с работами Фрэнка Ллойда Райта в 1908—1910 годах, когда он увидел небольшую монографию, и в 1910 году, когда Райт опубликовал в Германии своё двухтомное портфолио. Благодаря влиянию общего друга, Райт согласился нанять Раймонда в мае 1916 года. Раймонд и его жена работали вместе с Райтом над проектом Талиесин (штат Висконсин). В 1917 году, Раймонд вступил в Американские экспедиционные силы. После увольнения из армии и возвращения в Нью-Йорк, Райт убедил Раймонда поехать с ним Токио, чтобы поработать в отеле «Империал». Хоть Раймонд и проработал год в качестве главного помощника Райта, однако эта работа ему быстро наскучила, а сам он был обеспокоен тем, что их «дизайн не имел ничего общего с Японией, ее климатом, ее традициями, ее людьми и ее культурой». Раймонд был уволен в январе 1921 года, после чего он вместе с Леоном Уиттакером основал в Токио «Американскую архитектурно-инженерную компанию».

### Япония и межвоенные годы

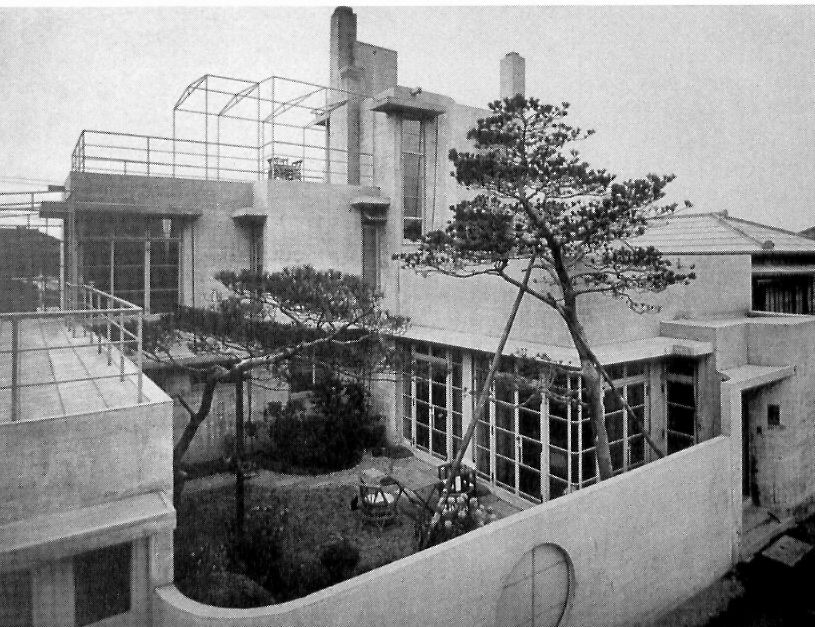
Дом Рейнандзака, 1924 год.

В Токийском женском христианском колледже, который был построен в 1924 году по проекту Раймонда, было всё ещё сильно влияние Райта. Его низкая шатровая крыша и нависающие карнизы напоминали школы Прерий Райта. Последующие проекты, уже вдохновлялись чешским кубизмом, работами Огюста Перре и Ле Корбюзье. Раймонд также некоторое время работал вместе с учеником Ле Корбюзье Кунио Маэкавой.
После того, как их дом Раймондов был разрушен во время Великого землетрясения Канто, Раймонд спроектировал и построил новый «Дом Рейнандзака» (англ. Reinanzaka House) в Адзабу. Раймондовское желание освободиться от влияния работ Райта, заставило его исследовать отношения в пространстве между жилой, рабочей и обеденной зонами и то, как пространство может быть закрыто складными ширмами. Дом был построен почти полностью из монолитного бетона. В самом доме были металлические оконные проемы, стальные трубчатые решетки и традиционные дождевые цепи, а не водосточные трубы. Интерьер дома же, обогнал множество проектов созданных в интернациональном стиле.
После ряда кадровых изменений, компания сменила своё название на «Антонин Раймонд, архитектор» (англ. Antonin Raymond, Architect).

#### Почётный консул в Японии

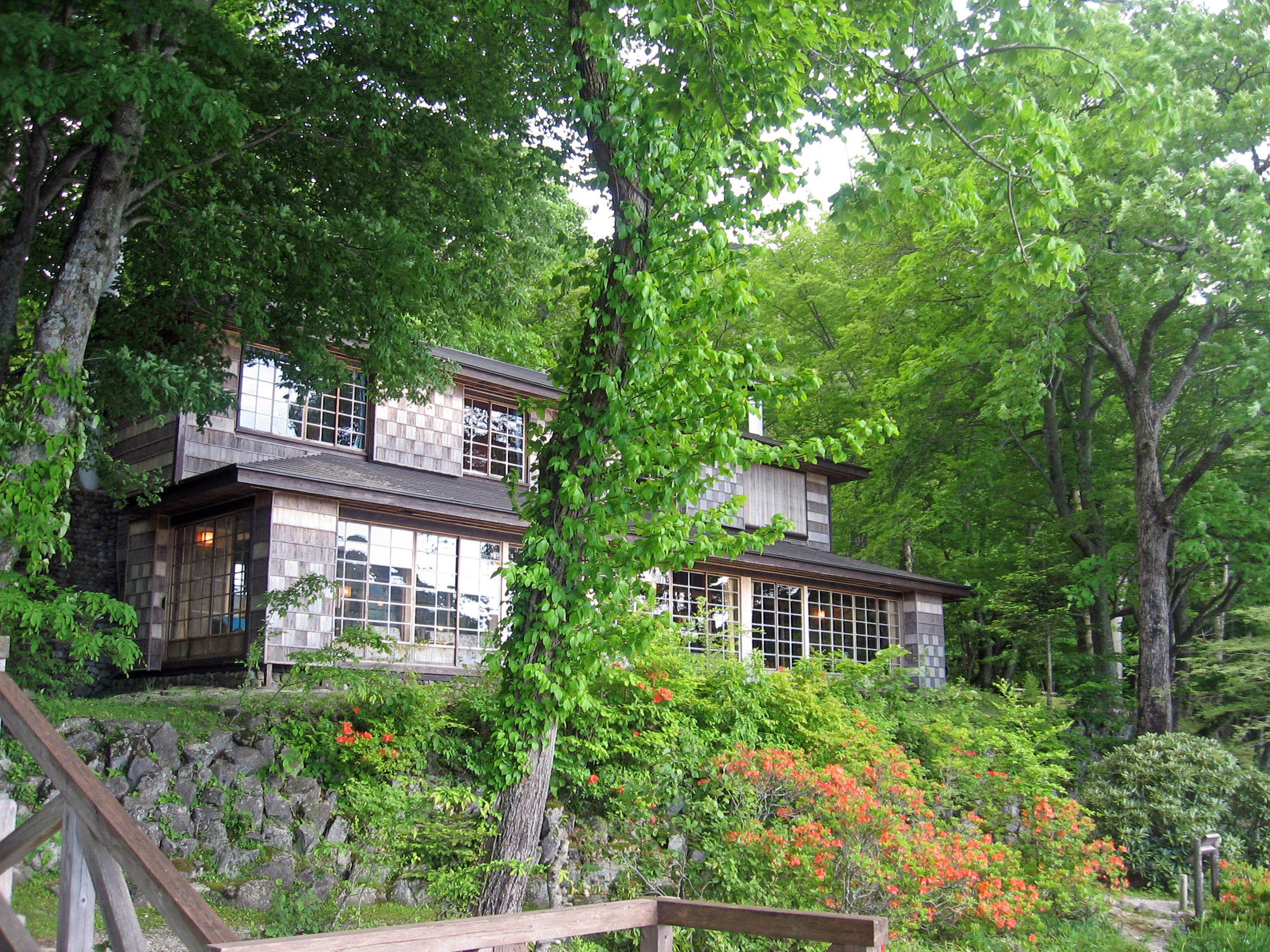
Итальянская посольская вилла

Несмотря на то, что Раймонд в 1916 году стал натурализованным гражданином США, а до этого был подданным Австро-Венгерской империи, Раймонд стал почётным консулом Чехословацкой республики. Консульский экзекватур об этом, японское правительство выдало ему в сентябре 1926 года. Это дало ему влияние за пределами тех кругов, которые обычно ассоциируются с архитектором его возраста. В период с 1928 по 1930 год, по его проекту были реконструированы американское, советское, французское и итальянское посольства в Японии. Он выполнял заказы для Rising Sun Petroleum Company, спроектировав 17 сейсмостойких и пожаробезопасных жилых домов для сотрудников, общее офисное здание, дом менеджера и два прототипа сервисных станций, одну из стали, а другую из бетона. Все они были выполнены в интернациональном стиле. После 15 марта 1939 года, упразднения Чехословацкой республики и создания Протектората Богемии и Моравии, Раймонд перестал быть почётным консулом и вскоре вернулся в США.

### Ашрам Шри Ауробиндо
В 1935 году, Раймонд принял заказ на проектирование здания общежития для Ашрам Шри Ауробиндо в индийском городе Пондичерри. Проект был выполнен вместе с Джорджем Накашимой и Франциском Саммером (чешский архитектор, который работал вместе с Ле Корбузье в России). Это было первое построенное модернистское здание в Индии.

### Нью-Хоупский эксперимент
После возвращения в США в 1939 году, Раймонд начал свою архитектурную практику с покупки и переоборудования фермы и студии в Нью-Хоупе (штат Пенсильвания). Раймонд и его жена стремились «создать физическую и интеллектуальную среду, отражающую и поддерживающую их подход к современному дизайну, который синтезировал бы достижения интернационального стиля с уроками, извлеченными из японских ремесленных традиций». Они надеялись, что образ жизни и идеал дизайна, который они создадут, будут проще и больше созвучны природе, подобно Талиесину Френка Ллойда Райта.
Раймонд разработал проспект для начинающих архитекторов, которые будут приезжать, жить и учиться в Нью-Хоупе, и тем самым, он привлек не менее 20 человек. Помимо обучения практическим дизайнерским решениям, ученики имели практическую работу с различными строительными профессиями. Студию Раймонда посещали известные архитекторы, например Ээро Сааринен и Алвар Аалто.
Как только студенты заканчивали обучение, Раймонд искал для них реальные проекты, над которыми они могли бы поработать, чтобы претворить свои теории в жизнь. Проекты включали ряд домов и пристроек в Нью-Джерси, Коннектикуте и Лонг-Айленде.
В январе 1943 года, Раймонд смог поручиться и освободить из лагеря для интернированных Джорджа Накашиму и его семью, после чего они переехали жить на его ферму.

### Военные годы
После начала Второй мировой войны и перед вступлением в неё США, Раймонд завершил «Нью-Хоупский эксперимент» и переехал в Нью-Йорк, где вместе с инженерами Артуром Таттлом, Элвином Сили и Клайд Плейсом, начал выполнять государственные контракты для правительства и армии США. Их работа включала: сборные дома в Кэмп-Килмер, Нью-Джерси (1942) и Кэмп-Шанкс, Нью-Йорк (1942–1943), а также жилье и аэропорт в Форт-Диксе, Нью-Джерси (1943). В 1943 году Раймонда, правительство заказало ему спроектировать серию домов среднего класса в японском стиле, на которых армия могла бы проверить эффективность боеприпасов (в том числе и зажигательных). Эти дома в конечном итоге были возведены на полигоне Дагвей (штат Юта), получившем прозвище «Японская деревня». Раймонд признавался в своей автобиографии, что не гордится этой работой.

### Смерть
Антонин Раймонд умер 25 октября 1976 года в возрасте 88 лет, в больнице Святой Мэри в Лангорне (штат Пенсильвания).

## Награды
- Премия Архитектурного института Японии за проект здание журнала Ридерз дайджест (1952)
- Почетная медаль Нью-Йоркского отделения Американского института архитекторов (1952)
- Первая почетная награда Американского института архитекторов и награда за заслуги перед мемориальным залом профсоюза сталелитейщиков Явата (1957)
- Кавалер ордена Восходящего солнца 3 степени (1964)
- Премия за дизайн от Архитектурного института Японии за проект и дизайн Университета Нандзан, Нагоя (1965)